# Mädchenraub in Wildwest
Mädchenraub in Wildwest (Originaltitel: Man of the Forest) ist ein US-amerikanischer Western aus dem Jahr 1933 von Henry Hathaway mit Randolph Scott in der Hauptrolle. Das Drehbuch des Pre-Code-Films basiert auf dem Roman The Man of the Forest von Zane Grey.

## Handlung
Der Jäger Brett Dale trifft seinen Freund Jim Gayner am Seeufer. Jim erzählt Brett, dass er gegen den benachbarten Landbesitzer Clint Beasley kämpft, um seine Wasserrechte zu behalten. Jim hat nach seiner Nichte Alice geschickt, um ihm zu helfen, das Eigentum am Seegrundstück zu behalten. Brett hört, wie Beasley und seine Männer, die auch für Jim arbeiten, planen, Alice zu entführen. Brett vereitelt ihren Plan, rettet Alice und bringt sie zu seiner Berghütte, um auf ihren Onkel zu warten. Da sie seine Identität nicht kennt, ist Alice empört und versucht zu gehen, aber Bretts zahmer Puma schüchtert sie ein und sie beschließt, nicht zu gehen.
Als Jim erkennt, dass Brett Alice mitgenommen hat, um sie zu beschützen, reitet er zur Hütte. Beasley und seine Männer, die zur gleichen Zeit eintreffen, töten Jim und bestechen Sheriff Blake, sodass Brett wegen Mordes verhaftet wird. Beasley bringt Alice dazu, in seinem Haus unter der Obhut seiner Haushälterin Peg Forney zu bleiben. Beasley unterschreibt auch die Urkunde für die Wasserrechte und übergibt sie dem Sheriff, damit dieser sie am nächsten Morgen einreicht. Am Abend versucht er, sich Alice aufzudrängen, aber Mrs. Forney greift ein. In der Zwischenzeit gelangt Bretts Puma „Mike“ ins Gefängnis und beginnt, den Sheriff zu beißen, bis dieser die wahre Identität des Mörders gesteht und Brett freilässt, der die Urkunde zurückholt. Bretts Freunde Big Casino und Little Casino helfen Alice bei der Flucht aus Beasleys Haus, und sie alle verstecken sich in einer Scheune, bis es zu einer Schießerei zwischen Brett und Beasleys Männern kommt und die Scheune in Brand gesteckt wird. Beasley schnappt sich Alice, aber Brett wehrt sich, bis Mrs. Forney Beasley aus einem Fenster erschießt. Der Frieden ist wiederhergestellt und Brett und Alice sind glücklich zusammen.

## Hintergrund
Finanzielle Informationen in den Paramount-Drehbuchdateien besagen, dass die Negativkosten dieses Films 116.970,30 US-Dollar betrugen (2024: über 2,8 Millionen Dollar). Laut Presseheft wurden einige Szenen auf der Rancho Las Virgenes gedreht.
Einer modernen Quelle zufolge wurde Randolph Scott während des Drehs einer Szene, in der er mit dem Puma spielt, von diesem gebissen.
Zane Greys Geschichte wurde erstmals 1921 verfilmt. Paramount produzierte 1926 mit Der Herr der Wildnis eine weitere Version.
Earl Hedrick oblag die künstlerische Leitung.

## Veröffentlichung
Die Premiere des Films fand am 14. Juli 2933 statt. 1934 kam er in Österreich in die Kinos.

## Kritiken
In der modernen Kritik wird der Film positiv aufgenommen. So beschrieb Dennis Schwartz, den Film als aberwitzigen B-Western, der nichts anderes als actiongeladen, charmant und dumm sei. Derek Winnert fand den Film, bei dem Noah Beery sr. besonders herausragt, hervorragend geplant.